# Xã Letcher, Quận Sanborn, Nam Dakota
Xã Letcher (tiếng Anh: Letcher Township) là một xã thuộc quận Sanborn, tiểu bang Nam Dakota, Hoa Kỳ. Năm 2010, dân số của xã này là 120 người.